# Fisch Anhalzer Olga
Fisch Anhalzer Olga (született: Anhalzer Olga, első férje, a német Jupp Rübsam után Rübsam Olga, második férje révén Fisch Olga néven is ismert; Budapest, 1901. január 29. – Quito, Ecuador, 1990. december 30. ) magyar festő- és textilművész, gyűjtő, az ecuadori primitív művészet kutatója.

## Élete
Apja porcelánkereskedő volt, így a család polgári jólétben élt. Négy bátyja után egyetlen lányként született a 20. század eleji Budapesten. Kisgyerekkorától művészi hajlamokat mutatott, négy éves volt, amikor kijelentette, hogy festőművész akar lenni. 1906-ban a család Győrbe költözött, itt kezdett el gyűjteni még gyermekként népművészeti alkotásokat. Magántanulóként a győri Bencés Gimnáziumban (ma: Czuczor Gergely Bencés Gimnázium) tanult, egyes vizsgákat már 16 évesen abszolvált. A Magyarországi Tanácsköztársaság ideje alatt maga is a művészeti szempontból legendás politikai plakátok rajzolói között szerepelt Pérely Imre, Révész Károly, Varsányi Pál, Kmetty János és Kassitzky Ilona mellett. A Magyarországi Tanácsköztársaság után Bécsbe költözött, ahol a Wiener Werkstätte nevű designtermékeket gyártó cég kerámiatervezője lett. Munkája mellett könyveket illusztrált és a budapesti Népszavának is dolgozott. 1920-ban apja halála után az örökségből Düsseldorfba költözött, ahol megismerkedett Jupp Rübsam szobrászművésszel, akivel össze is házasodott. Közben a Düsseldorfi Képzőművészeti Akadémián folytatott tanulmányokat. Férjével közösen dolgozott, köztéri szobrokat is alkottak, festett, rajzolt. 1930 körül elváltak, de jó viszonyban maradtak - nem sokkal később feleségül ment Fisch Bélához, aki egy olasz-jugoszláv cementgyár kereskedője volt. Férje sokat utazott, ő mindenhova elkísérte, így tölthetett egy évet Afrikában is. 1934-ben tértek vissza Németországba, de a náci ideológia terjedését érzékelve hazautaztak Győrbe. Innen - a németországihoz hasonló hazai viszonyokat észlelve - előbb Brazíliába távoztak, majd anyja halálakor ismét hazautaztak, később egy évet egy Afrika környéki utakat járó hajón éltek, ahonnan 1939-ben mentek tovább a tengerentúlra, ahol végül Ecuadorban telepedtek le.
A helyi képzőművészeti iskolában kapott tanári állást, emellett sajátos, magyaros és indián motívomokat ötvöző szőnyegeket kezdett szőni, s felfedezte a Quito környéki indián falvak kézműveseinek művészetét. Véletlenül futottak össze Lincoln Kirstein műgyűjtővel, aki ajánlatot tett egy szőnyeg megvásárlására. Végül 300 amerikai dollárban állapodtak meg, ami akkoriban hatalmas összegnek számított. Ebből a pénzből nyitották meg 1942-ben máig működő folklórüzletüket Quitoban. Az indián népművészekkel való kapcsolata hamar kétoldalúvá vált: ő eltanulta tőlük mutívumkincsüket, szövési technikájukat, a magyarok számára egzotikus anyaghasználatukat, és megtanította nekik, hogy a helyi laza szövés helyett használjanak erősebb, a perzsaszőnyegekre jellemző csomózást - nem mellesleg rendszeres megrendelőjükké, felvásárlójukká vált. De nem csak szőnyegekkel foglalkozott: jelmezek, maszkok, hangszerek, festmények és kerámiák is érdekelték, ahogy ruhaneműk is a klasszikus poncsótól a modern kabátokig. Egyre nagyobb utazásokat tett Ecuadoron belül, de eljutott 1951-ben a Galápagos-szigetekre, a San Blas-szigetekre, mindenütt kereste a helyi kézműveseket, a népművészetet, a primitív művészetet. Nem csak felfedezett, de vásárolt is, vagyis saját üzletének árubeszerzését is elvégezte. Az üzlet mellett saját szőnyegszövő műhelyt működtetett, ahol ő is sokat dolgozott. Divatbemutatót szervezett, az üzlet nemzetközileg is ismert lett, nagyobb helyiségbe kellett költöztetnie az 1960-as években. Férjét 1958-ban veszítette el, akkortól egyedül, illetve lányával - ifj. Fisch Olgával - vitte az üzletet.
Nem csak gyűjtött és kereskedett, 1962-ben létrehozta az Ecuadori Folklórintézetet (Instituto Ecuatoriano de Folklore), dokumentálta az addig senkit nem érdeklő művészetet és egy tudományos folyóiratot is alapított. Vitathatatlan a szerepe abban, hogy ráirányította az ecuadori értelmiség figyelmét az ősi indián művészetre. Ecuadorban még a 20. század közepén is a fél évszázaddal azelőtti európai stílusirányzatok voltak a divatosak, a tehetősebbek biedermeier és más akadémikus stílusú tárgyakkal díszítették otthonaikat. A helyi népművészetre, mint szemétre gondoltak. Ezek értékeire Fisch Olga irányította rá a figyelmüket, nem csak kereskedésével, de a rendezvényekkel, az általa összeállított dokumentációval, magyarázatokkal is.
Egyes vélekedések szerint Fisch elüzletiesítette az indián népművészetet, hiszen a szabad alkotókedvvel készült darabok helyett a megrendelésre készített termékek kerültek a piacra. Mások szerint a magyar formavilág akaratlan beszivárogtatásával, az indián és a magyar népművészet keveredésével megszűnt az ecuadori népi művészet érintetlensége. Más vélemények azt tartják jelentősebbnek, hogy egyáltalán felfedezte, és jó marketinggel mások számára is láthatóvá tette az indián értékeket, valamint hogy több falu lakói biztos megélhetéshez jutottak Fisch szervezőmunkája - és kereskedése - révén.
Fisch életében még egyszer, 1987-ben hazalátogatott, bár már rokonai nem éltek itt. Hazánkban több kiállítása is volt: 1988-ban a Néprajzi Múzeumban az indián művészeti gyűjteményét mutatták be. 1994-ben szintén a Néprajzi Múzeumban két fotós, Kurdi Zoltán, Nádorfi Lajos és két kulturális antropológus, Gulyás Anna és Letenyei László kiállításai kapcsán elevenedtek meg fényképeken Fisch gyűjteményének darabjai. Majd 2011 végén az Ecuadori nagykövetség és a Cervantes Intézet közös szervezésében fotókiállításon a művésznő életét és munkásságát mutatták be.
Ecuadorban igen ismert Fisch neve, de még az Amerikai Egyesült Államokban is több közgyűjtemény, sőt, az ENSZ palotája is őrzi egy-egy szőttesét.